# Ramal A13 del Ferrocarril Belgrano
El Ramal A13 pertenecía al Ferrocarril General Belgrano, Argentina.

## Ubicación
Se hallaba en las provincias de La Rioja y Córdoba. Atravesaba el departamento General Ocampo en La Rioja, y el departamento Minas en Córdoba.

## Características
Era un ramal de la red de vía estrecha del Ferrocarril General Belgrano, cuya extensión era de 46,5 km entre las cabeceras Comandante Leal y Pinas. Fue un ramal secundario de la línea.

## Historia
Fue inaugurado en 1929.
A 2014, sus vías se encuentran levantadas, sin ningún tipo de operaciones. Fue clausurado por el Decreto Nacional 2294/77 el 5 de agosto de 1977. Sólo se encuentra activa la estación Comandante Leal para servicios de cargas de la empresa estatal Trenes Argentinos Cargas.